# 小渡温泉
小渡温泉（おどおんせん）は、愛知県豊田市の旭地区にある山間部の温泉。笹戸温泉、榊野温泉などとともに奥矢作温泉郷と一括りにされることもある。

## 泉質
- 放射能泉（ラドン泉）
- 泉温：9.7度（浴用加熱を実施しているが、湯量は豊富であるため、循環は行っていない）

## 効能
- リウマチ、神経痛など

## 温泉街
矢作川上流の丘陵部に位置する温泉地であり、2011年（平成23年）現在、温泉旅館は2軒存在する。愛知高原国定公園に含まれる豊かな自然に恵まれ、矢作川では観光用の鮎簗が名物となっている。

## 画像集

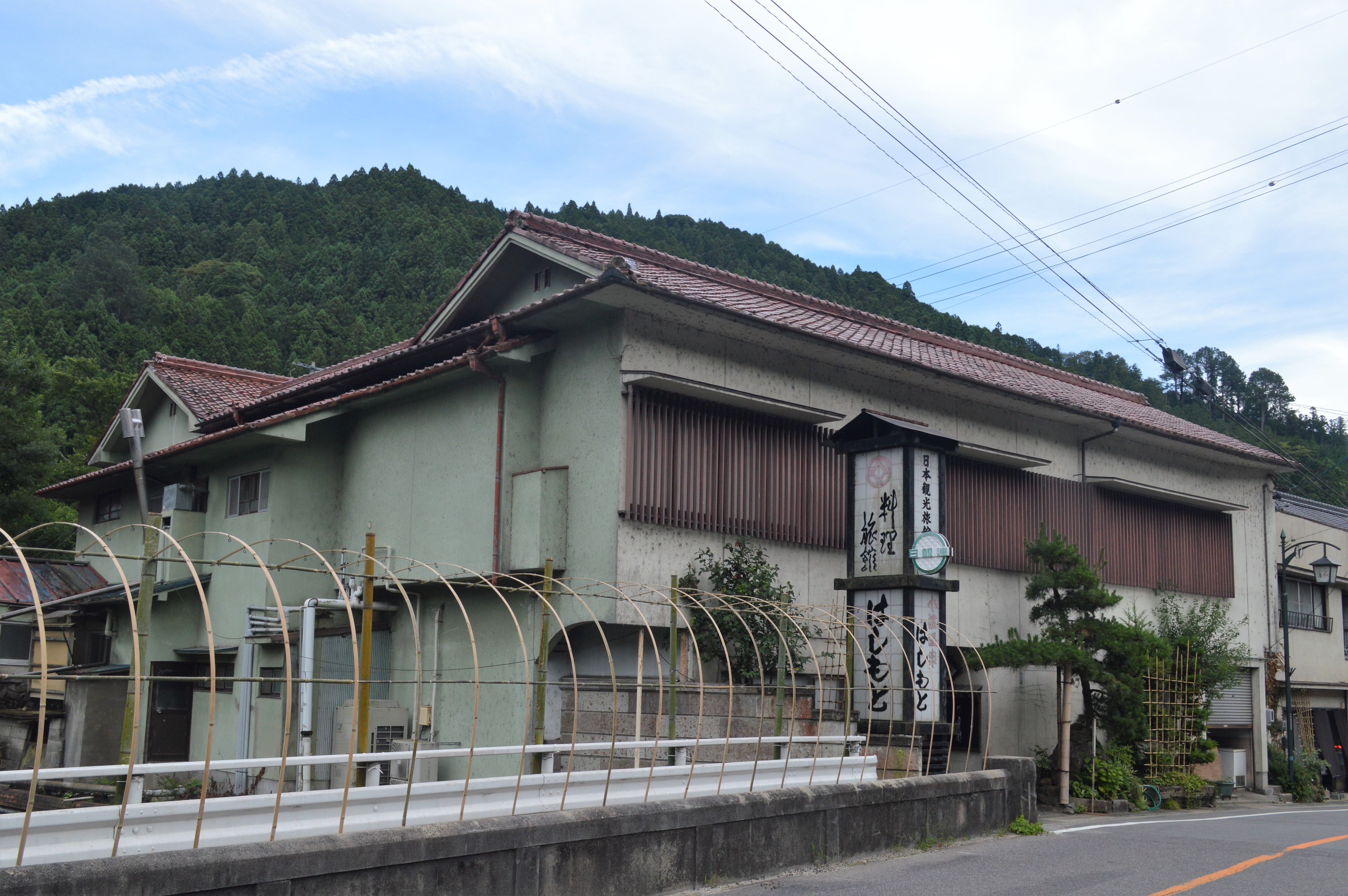
料理旅館はしもと
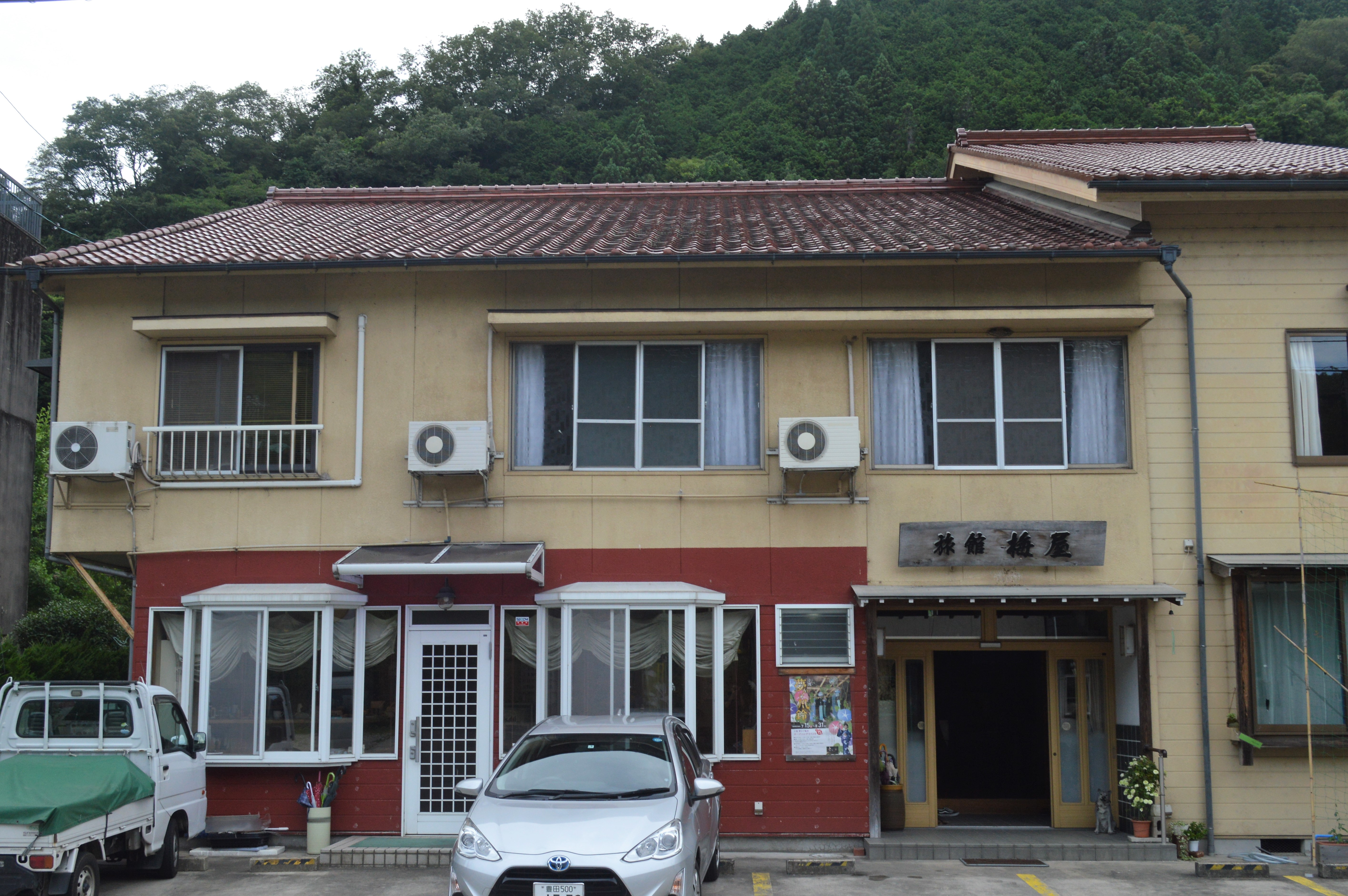
梅屋旅館
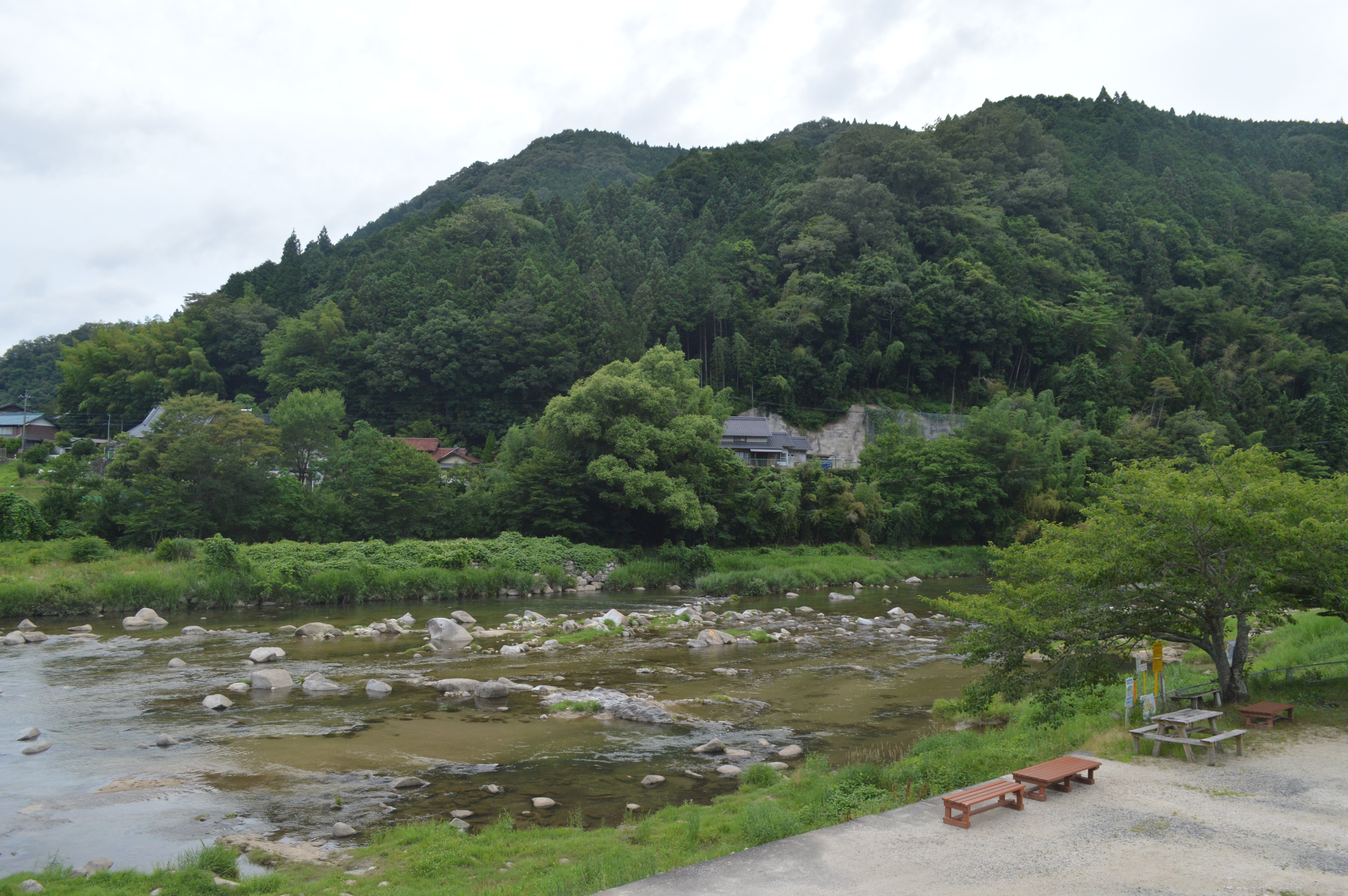
付近を流れる矢作川

## アクセス
- 鉄道：名鉄三河線 豊田市駅からとよたおいでんバス「小渡」行きに乗車、所要時間約60分。